# Algenkultur
Algenkultur ist eine Form der Aquakultur zur Zucht von Algen. Dabei handelt es sich meist um die Kultivierung von Mikroalgen oder Phytoplankton. Die Produkte der Algenkulturen sind Rohstoffe für die Erzeugung von Algenkraftstoff, Biodiesel, Düngemittel und Pharmazeutika. Der Rohstoffertrag pro Fläche ist wesentlich höher als bei anderen, als ertragreich geltenden Nutzpflanzen wie der Ölpalme.

## Algenauswahl
Die Zucht erfolgt meist als Monokultur. Reine Kulturen werden z. B. mit dem Verfahren der Reihenverdünnung gewonnen. Dabei wird eine gemischte Probe mehrfach hintereinander verdünnt, bis sie statistisch nur noch eine einzige Art beherbergt. Die Proben werden dann mikroskopisch analysiert. Die gewünschte Art wird kultiviert und danach nochmals analysiert, um größere Kulturen anzulegen.

## Aufzucht
Licht, Wasser, Kohlenstoffdioxid und Mineralien sind essenzielle Faktoren der Aufzucht. Die grundlegende Reaktion ist der Aufbau von Kohlenhydraten und die Freisetzung von Sauerstoff (Photosynthese). Die Temperatur muss artabhängig in jenem Bereich gehalten werden, der hohe Produktivität ermöglicht. Bei der Offenbeckenkultivierung wird die Kultur nur von oben mit Licht versorgt. Mit zunehmendem Algenwachstum blockieren die Algen in den oberen Schichten durch Absorption das Wachstum in den unteren Lagen. Um größere Becken zu nutzen und damit die Ausbeute zu erhöhen, wird das Zuchtmedium gerührt oder umgewälzt, damit die Algen gleichmäßig wachsen. Die Bewegung kann auch durch Einblasen von Luft in tiefere Schichten erreicht werden. Das Umrühren vermeidet außerdem, dass die Algen in den oberen Schichten zu stark dem direkten Sonnenlicht ausgesetzt werden. Das Einblasen von Luft verhindert zudem anaerobe Konditionen, die zu Geruchsbelästigung durch die Zersetzungsprodukte abgestorbener Algen führen können.

## Photobioreaktoren
Algen können in offenen Becken oder Kanälen oder in Photobioreaktoren kultiviert werden. Zur Gewinnung von Rohstoffen für die Biodieselproduktion haben sich letztere bewährt. Ein Nachteil offener Becken ist die Kontamination durch andere Mikroorganismen. Für Monokulturen werden geschlossene Systeme verwandt.

## Algenernte
Typische Ernteverfahren wie Filtration, Zentrifugation, Ausflockung oder Flotation trennen die Algen vom Zuchtmedium. Durch Unterbrechung der Kohlendioxidzufuhr flocken einige Arten von selber aus.

## Öl-Gewinnung
Zunächst werden die Algen mechanisch zerstoßen und dann getrocknet. Danach wird das Öl abgepresst. Auch Extraktionsmethoden, etwa mit n-Hexan als Extraktionsmittel, können angewandt werden. Der Extraktionsprozess lässt sich durch Ultraschall stark beschleunigen.